# Crinum natans
Crinum natans är en amaryllisväxtart som beskrevs av John Gilbert Baker. Crinum natans ingår i släktet Crinum, och familjen amaryllisväxter. Inga underarter finns listade i Catalogue of Life.

## Bildgalleri

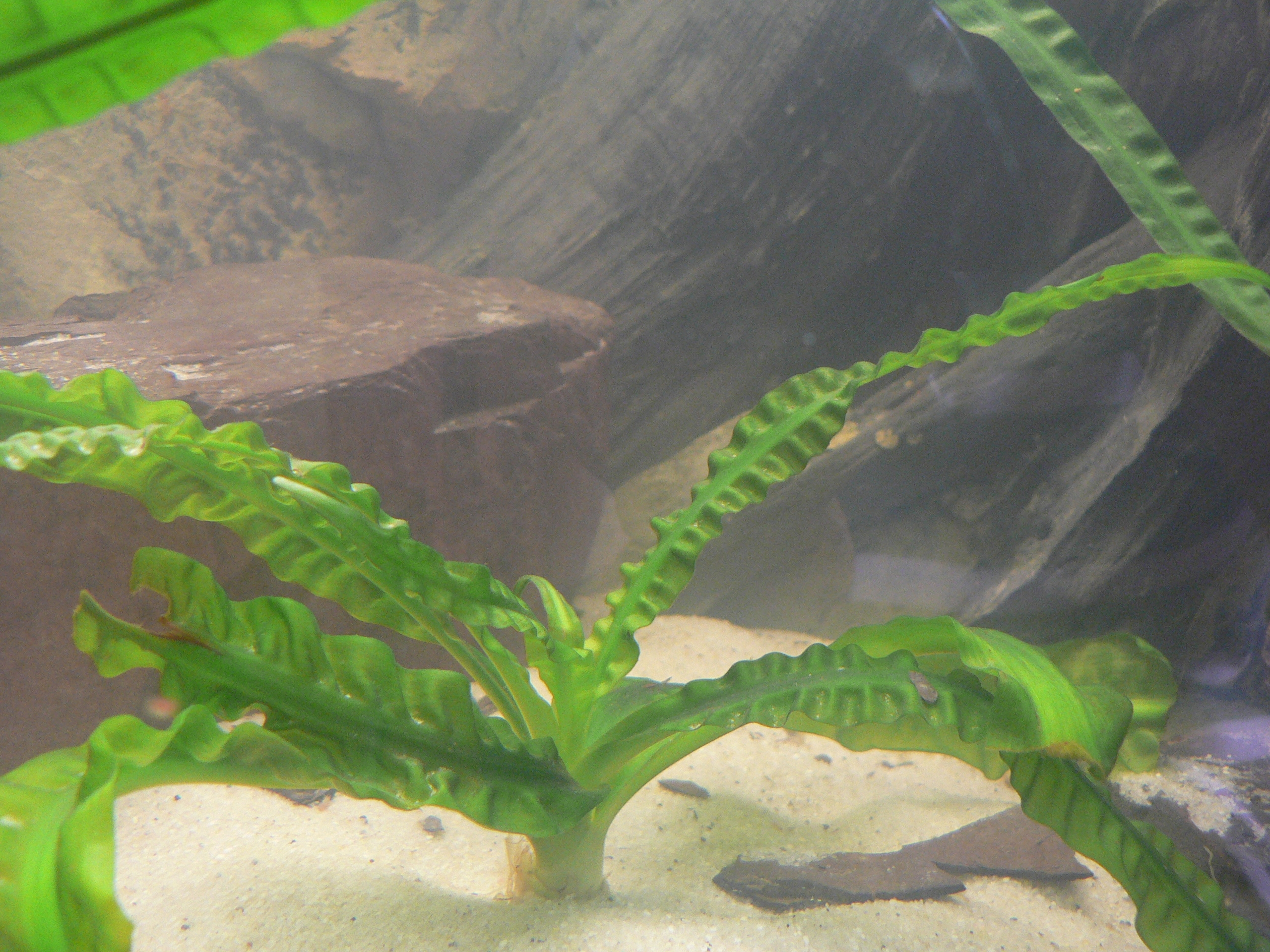